# Nebaj
Nebaj är en kommunhuvudort i Guatemala.   Den ligger i departementet Departamento del Quiché, i den centrala delen av landet, 110 km nordväst om huvudstaden Guatemala City. Nebaj ligger 1 906 meter över havet och antalet invånare är 23 301.
Terrängen runt Nebaj är kuperad åt nordost, men åt sydväst är den bergig. Runt Nebaj är det ganska tätbefolkat, med 199 invånare per kvadratkilometer. Nebaj är det största samhället i trakten. I omgivningarna runt Nebaj växer i huvudsak blandskog.